# Символы святых
Символы святых, атрибуты святых — одежда, типичные предметы или звери, которыми сопровождаются изображения христианских святых, позволяющие быстро опознать их, что было особенно необходимо в эпоху, когда большинство прихожан было неграмотными и считалось, что «живопись — это Библия для тех, кто не умеет читать».
Часто атрибутами святого мученика становились орудия его пыток и казни либо отрезанные части его тела; в других случаях святого сопровождают животные, например, чудесным образом кормившие его либо являвшиеся ему в видениях; атрибуты профессии, которой он занимался при жизни или же той профессии, представителям которой он покровительствует сейчас. Некоторые атрибуты являются весьма распространенными и отмечают целые группы святых (короны — для святых царского рода; тиара — для пап; митры — для епископов; Писание — для авторов религиозных трудов, Отцов Церкви; пальмовые ветви для девственниц и мучеников; столпы — для столпников, черепа для отшельников). При этом пальмовая ветвь издревле считалась символом воинской победы и славы, благодаря которым, христианская Церковь приняла её впоследствии, как символ победы Христа над смертью. Ориентироваться в изображениях канонизированных монахов помогает знание разновидностей и цветов ряс у различных орденов.
Многие символы римской (католической) традиции различаются от православных по той причине, что в двух традициях могли бытовать разные легенды об одном и том же святом (см. к примеру Мария Магдалина). В искусстве католических стран атрибуты используются намного чаще, поскольку детализация помогала пониманию сюжета и не так жестко сдерживалась живописными канонами, как в православии, где подчас святого можно опознать лишь по надписи.
Изучение атрибутики в искусстве называется иконографией. Полный список атрибутов святых по причине чрезвычайной многочисленности канонизированных лиц в христианстве составить весьма трудно, для подобной цели предназначен каталог Iconclass.

## Примеры
| # А Б В Г Д Е Ё Ж З И К Л М Н О П Р С Т У Ф Х Ц Ч Ш Щ Э Ю Я |

### А
| Имя святого                                                    | Изображение | Атрибуты                                                                  |
| -------------------------------------------------------------- | ----------- | ------------------------------------------------------------------------- |
| Аврелий Августин                                               |             | ребенок; голубь; перо; ракушка, разбитое сердце                           |
| Агата                                                          |             | отрезанные груди (иногда на подносе), ножницы, щипцы                      |
| Агнесса Римская                                                |             | овечка                                                                    |
| Адельгейда Бургундская (императрица Священной Римской империи) |             | обычно раздает милостыню и еду бедным                                     |
| Аманд                                                          |             | флаг, церковь                                                             |
| Святая Анна, мать Богородицы                                   |             | книга, дверь, изображается с девой Марией, младенцем Иисусом или Иоакимом |
| Антоний Падуанский                                             |             | лилия, младенец Иисус, хлеб, рыба, книга, горящее сердце                  |
| Ансельм I (архиепископ Милана)                                 |             | епископский посох, митра                                                  |
| Аполлония Александрийская                                      |             | зубы, щипцы                                                               |

### Б
| Имя святого         | Изображение | Атрибуты                                                                                                  |
| ------------------- | ----------- | --- |
| Бекет, Томас        |             | Убивают мечом в церкви, епископское облачение, цепь канцлера                                              |
| Бенедикт Нурсийский |             | Ряса, колокол, разбитая чаша и змея, куст, ворон, епископский посох                                       |
| Бернардин Сиенский  |             | Таблица с инициалами IHS. Три мирты символизируют три приглашения на епископство, от которых он отказался |
| Бландина Лионская   |             | бык, лев                                                                                                  |

### В
| Имя святого              | Изображение | Атрибуты                                                                                           |
| ------------------------ | ----------- | -------------------------------------------------------------------------------------------------- |
| Валентин                 |             | птицы, розы, в руках меч, солнце или посох                                                         |
| Варвара Илиопольская     |             | башня с тремя окнами, гора, потир и гостия                                                         |
| Апостол Варфоломей       |             | собственная содранная кожа в руках; нож мясника                                                    |
| Власий Севастийский      |             | епископское облачение, щетка для чесания шерсти                                                    |
| Вера Римская             |             | крест                                                                                              |
| Вероника                 |             | в руках плат — Спас Нерукотворный                                                                  |
| Викентий Сарагосский     |             | виноградная ветвь, крест, мельничный жёрнов, ворон, решётка                                        |
| Виктория Кордубская      |             | красный и синий хитоны, крест в правой руке, две стрелы в левой руке                               |
| Вит                      |             | Котел, в котором его сварили, петух в руках и ветвь                                                |
| Вольфганг Регенсбургский |             | Епископское облачение, заставляет беса помогать строить церковь, в одной руке топор, в другой жезл |

### Г
| Имя святого         | Изображение | Атрибуты                                                       |
| ------------------- | ----------- | -------------------------------------------------------------- |
| Георгий Победоносец |             | копье; конь, попирающий змия; прямой крест (на щите или плаще) |
| Герасим Иорданский  |             | лев (был исцелён преподобным)                                  |
| Гертруда Великая    |             | жезл, открытая книга, сердце                                   |
| Гонзага, Алоизий    |             | лилия, крест, четки, череп, ряса                               |

### Д
| Имя святого         | Изображение | Атрибуты                                                        |
| ------------------- | ----------- | --------------------------------------------------------------- |
| Диего из Алькалы    |             | ряса, крест, цветы в подоле (см. Чудо с розами)                 |
| Димитрий Солунский  |             | молодой воин, в ранних изображениях одет в патрицианские одежды |
| Дионисий Парижский  |             | собственная отсечённая голова в руках                           |
| Доротея Кесарейская |             | Розы в корзине, яблоко                                          |

### Е
| Имя святого               | Изображение | Атрибуты |
| ------------------------- | ----------- | --- |
| Евфимия Всехвальная       |             | юная дева в плаще, с лилией или пальмовой ветвью в руке, лев (иногда медведь) |
| Екатерина Александрийская |             | корона, колесо с шипами, меч, кольцо (см. Мистическое обручение святой Екатерины), книги, пальмовая либо лавровая ветвь, фата                                                                                          |
| Екатерина Сиенская        |             | доминиканское облачение терциариев, лилия, книга, распятие, сердце, терновый венец, стигматы, кольцо (см. Мистическое обручение святой Екатерины), голубь, роза, череп, модель церкви, модель корабля с папским гербом |
| Елена Равноапостольная    |             | Крест Господень |
| Елизавета Венгерская      |             | розы в переднике (см. Чудо с розами); хлеб, раздаваемый нищим |

### Ж
| Имя святого      | Изображение | Атрибуты                     |
| ---------------- | ----------- | ---------------------------- |
| Аншиета, Жозе ди |             | Евангелие, распятие и трость |

### З
| Имя святого     | Изображение | Атрибуты                                 |
| --------------- | ----------- | ---------------------------------------- |
| Зенон Веронский |             | рыба, рыболовецкие принадлежности, митра |

### И
| Имя святого      | Изображение | Атрибуты |
| ---------------- | ----------- | --- |
| Иаков Зеведеев   |             | ракушка (символ паломничества), паломническая широкая шляпа, белый конь и флаг (явление Сантьяго Мавробойцы)          |
| Пророк Илия      |             | Ворон, приносящий ему хлеб, огненная колесница, возносящая его на небо, нож, одежда из овечьей шкуры.                 |
| Иоанн Креститель |             | одежда из овечьей шкуры на голое тело, ракушка, медовые соты, чаша с отрубленной головой, длинный крест-посох, овечка |

### К
| Имя святого             | Изображение | Атрибуты                        |
| ----------------------- | ----------- | ------------------------------- |
| Касильда Сарацинка      |             | розы (см. Чудо с розами)        |
| Климент I, папа римский |             | якорь (жёрнов), папская тиара,  |
| Мученик Коломан         |             | верёвочная петля, виселица      |
| Константин I Великий    |             | знамение креста в небе, лабарум |

### Л
| Имя святого                | Изображение | Атрибуты |
| -------------------------- | ----------- | --- |
| Лаврентий                  |             | решётка на которой он был замучен огнём, щетка для чесания шерсти, ларец с сокровищами (православная иконография) |
| Евангелист Лука            |             | крылатый телец (см. Тетраморф)                                                                                    |
| Луция Сиракузская          |             | меч, пальмовая ветвь, книга, масляная лампа, два глаза на подносе                                                 |
| Любовь Римская             |             | крест, сердце |
| Людовик IX, король Франции |             | Корона, флёр-де-лис                                                                                               |
| Людовик Тулузский          |             | Юноша-епископ, иногда с короной у ног (он был принцем и отказался от власти ради сана), (герб его рода)           |

### М
| Имя святого          | Изображение | Атрибуты |
| -------------------- | ----------- | --- |
| Маврикий             |             | негр в доспехах |
| Маргарита Венгерская |             | изображается в монашеской одежде, с белой лилией и книгой в руке                                                                                               |
| Апостол Марк         |             | лев (см. Тетраморф) |
| Марин                |             | Изображается как бородатый мирянин с молотком каменщиков. Также изображается в виде молодого дьякона с молотком.                                               |
| Марина Антиохийская  |             | Дракон |
| Маргарита Кортонская |             | Францисканская ряса, собака |
| Мария Египетская     |             | длинные волосы, пещера |
| Мария Магдалина      |             | сосуд с миро, красное пасхальное яйцо, обнимающая правую ногу распятого Христа (правосл.), алебастровый сосуд с благовониями, длинные волосы, череп (католич.) |
| Мартин Турский       |             | Лошадь, нищий, плащ, разрезанный пополам, епископское облачение                                                                                                |
| Мата, Жан де         |             | разорванные оковы, звезда, кошелёк |
| Апостол Матфей       |             | Ангел, диктующий из-за плеча (см. Тетраморф) |
| Меркурий Кесарийский |             | меч, копьё, поверженный император Юлиан Отступник |
| Моника               |             | вдова, в монашеском облачении, с книгой, со св. Августином |

### Н
| Имя святого          | Изображение | Атрибуты                                                                                           |
| -------------------- | ----------- | -------------------------------------------------------------------------------------------------- |
| Надежда Римская      |             | крест, якорь, чаша                                                                                 |
| Ян Непомуцкий        |             | пальмовая ветвь, венец из звёзд над головой, мученик держащий распятие                             |
| Никита Столпник      |             | вериги                                                                                             |
| Николай Чудотворец   |             | В епископском облачении, лысоват, держит евангелие, шары, якорь                                    |
| Николай Толентинский |             | августинец с хлебом, лилией, распятием (переплетенным лилией), со звездой над головой или на груди |
| Ноласко, Пётр        |             | разорванные цепи, знамя, оливковая ветвь                                                           |

### П
| Имя святого                 | Изображение | Атрибуты |
| --------------------------- | ----------- | --- |
| Апостол Павел               |             | меч |
| Павел Фивейский             |             | отшельник в пустыне, два льва, пальма, ворон, который приносит ему пищу; вместе с Антонием Великим, который приносит ему пищу                                    |
| Великомученик Пантелеимон   |             | ларец и лжица (ложечка) |
| Апостол Пётр                |             | ключи от рая, перевернутый крест, с петухом у костра (см. Отречение апостола Петра)                                                                              |
| Бетанкур, Педро де Сан-Хосе |             | Колокол, францисканская привычка и копье канарского крестьянина                                                                                                  |
| Пётр Веронский              |             | Доминиканская ряса, нож в руке или воткнутый в плечо или в голову; с топором, отсекающим голову; с пальцем, прижатым к губам; чертящий credo in unum deum в пыли |
| Петронилла                  |             | метла, в открытом гробу с цветами в волосах, с ключами, рядом со св. Петром, с дельфином                                                                         |
| Пракседа                    |             | губка и кувшин |

### Р
| Имя святого     | Изображение | Атрибуты                                              |
| --------------- | ----------- | ----------------------------------------------------- |
| Розалия         |             | венок из роз, лилия, череп                            |
| Роза Лимская    |             | ряса, розы, якорь, младенец Иисус                     |
| Ромуальд        |             | белая ряса, пожилой возраст                           |
| Рох из Монпелье |             | язва на ноге, собака с хлебом во рту, посох паломника |

### С
| Имя святого            | Изображение | Атрибуты                                       |
| ---------------------- | ----------- | ---------------------------------------------- |
| Сток, Симон            |             | кармелитское облачение, явление Богородицы     |
| Себастьян              |             | обнаженный юноша у столба, пронзенный стрелами |
| Симон Кананит          |             | пила, копье, рыба, корабль                     |
| Софроний Иерусалимский |             | епископские одежды, Евангелие                  |
| Стилиан Пафлагонский   |             | запеленованный младенец на руках               |

### Т
| Имя святого       | Изображение | Атрибуты                       |
| ----------------- | ----------- | ------------------------------ |
| Тереза Авильская  |             | ряса, экстаз, книга            |
| Трифон Апамейский |             | крест, сокол, виноградная лоза |

### У
| Имя святого  | Изображение | Атрибуты                                                                     |
| ------------ | ----------- | ---------------------------------------------------------------------------- |
| Урс Аостский |             | птица на плече, ряса из меха                                                 |
| Урсула       |             | корона, стрелы, знамя, множество девушек, убиваемых разным способом, корабль |

### Ф
| Имя святого                                 | Изображение | Атрибуты                                                                                          |
| ------------------------------------------- | ----------- | ------------------------------------------------------------------------------------------------- |
| Феодор Стратилат                            |             | военный доспех, копьё, щит                                                                        |
| Блаженная Феодора, византийская императрица |             | царские одежды, икона в руках                                                                     |
| Феррер, Викентий                            |             | раскрытая Библия, труба, кафедра проповедника                                                     |
| Апостол Фома                                |             | перст, вложенный в раны Христа; пика, которой его убили, угольник каменщика; пояс Богородицы (en) |
| Фома Аквинский                              |             | доминиканская (черно-белая) ряса, открытая книга, чуть избыточный вес                             |
| Фотина Самарянка                            |             | изображается беседующей с Иисусом Христом у колодца                                               |
| Франциск Ассизский                          |             | серая ряса, череп, стигматы                                                                       |

### Х
| Имя святого | Изображение | Атрибуты |
| ----------- | ----------- | --- |
| Христофор   |             | дерево, ветка, в качестве великана, несущим Христа (католицизм), пика, щит, с песьей головой (в православии) |

### Ц
| Имя святого     | Изображение | Атрибуты                                                                   |
| --------------- | ----------- | -------------------------------------------------------------------------- |
| Цецилия Римская |             | музыкальные инструменты: орган, клавесин, фисгармония, челеста или скрипка |

### Э
| Имя святого              | Изображение | Атрибуты |
| ------------------------ | ----------- | --- |
| Эгидий                   |             | стрела, посох, отшельнический скит, олень                                                                                          |
| Элигий                   |             | орудия труда ювелира: молоток, щипцы, наковальня, мехи                                                                             |
| Эмерик Венгерский (Имре) |             | лилия |
| Эммерих, Анна Катерина   |             | Прикованная к постели с перевязанной головой и держащая распятие                                                                   |
| Эразм                    |             | лебедка, лежащий на ней обнаженным; в епископском облачении держит кабестан, иногда парусное судно. В ноги могут быть вбиты гвозди |
| Эрменгол Уржельский      |             | епископское облачение |

### Ю
| Имя святого          | Изображение | Атрибуты |
| -------------------- | ----------- | --- |
| Юлиан Странноприимец |             | сокол, извлечённый из ножен меч, весло, река, лодка, прокаженный (иногда на плечах), олень, может быть верхом на коне |

### Я
| Имя святого | Изображение | Атрибуты                                                             |
| ----------- | ----------- | -------------------------------------------------------------------- |
| Януарий     |             | епископское облачение, собственная отсечённая голова, сосуд с кровью |